# 櫻井マキ
櫻井 マキ（さくらい マキ、12月13日 - ）は、日本の漫画家。2019年2月までは辛口しゅーくりーむ（からくちしゅーくりーむ）のペンネームで活動していた。

## 経歴・特徴
成人向け漫画で活動し、『COMIC BAVEL』（文苑堂）にて執筆している。過去には『COMICポプリクラブ』（マックス）・『COMIC EUROPA』（文苑堂）に作品を発表していた。男女とも丸顏で幼い感じのする、かわいらしい絵柄とふんわかした雰囲気が特徴。基本は純愛物。あらいぐまのような自画像を描く。東方Projectの霧雨魔理沙と森近霖之助のファンである。サウナにはまっている。
COMIC BAVEL 2019年5月号よりペンネームを櫻井 マキに改名した。

## 作品リスト

### 単行本
1. 『あまくちせっくちゅ♥』 2015年5月23日初版発行、マックス〈ポプリコミックス〉、ISBN 978-4-86379-354-5 「辛口しゅーくりーむ」名義
2. 『偏愛微熱』[7] 2020年9月10日初版発行（2020年8月31日発売[8]）、文苑堂〈BAVEL COMICS〉、ISBN 978-4-86379-354-5 「櫻井マキ」名義
  - 一期一会を君と （COMIC BAVEL 2020年5月号）
  - あなたにまた逢えたなら （COMIC BAVEL 2019年10月号）
  - 純情トライアングル （COMIC BAVEL 2020年2月号）
  - 彼女がアイドルをやめたワケ （COMIC BAVEL 2019年12月号）
  - 生徒会長妄想Trip! （COMIC BAVEL 2020年6月号）
  - 午前2時のアバンチュール （COMIC BAVEL 2019年8月号）
  - 同窓の恋人 （COMIC BAVEL 2019年5月号）
  - 同窓の恋人～After～ （COMIC BAVEL 2020年10月号）
  - お嬢様とイケナイご褒美 （COMIC EUROPA VOL.20、2018年8月）
  - 癒しの失恋リフレ （COMIC EUROPA VOL.19、2018年10月）

### 読み切り
- 恋愛性教育 （COMICポプリクラブ 2013年5月号）
  - 卒業性教育 単行本描き下ろし
- つばめエクスプレス （COMICポプリクラブ 2013年7月号）
- とくべつなおさななじみ （COMICポプリクラブ 2013年10月号）
- Bouno! （COMICポプリクラブ 2014年1月号）
- クラス委員会の秘密 （COMICポプリクラブ 2014年3月号）
- アイドルナイトラビリンス （COMICポプリクラブ 2014年5月号）
- 見習いサキュバス秘密の授業 （COMICポプリクラブ 2014年7月号）
- ドキドキ家族計画 （COMICポプリクラブ 2014年10月号）
- レモンティーの恋人 （COMICポプリクラブ 2014年12月号）
- バカと恋のおまじない （COMICポプリクラブ 2015年2月号）
- 空気みたいな彼女の話 （COMICポプリクラブ 2015年4月号）
- ほのかの湯 （COMICポプリクラブ 2015年10月号）